# Pseudactium pecki
Pseudactium pecki är en skalbaggsart som beskrevs av Christopher E. Carlton och Chandler 1994. Pseudactium pecki ingår i släktet Pseudactium och familjen kortvingar. Inga underarter finns listade i Catalogue of Life.